# 체칠리아

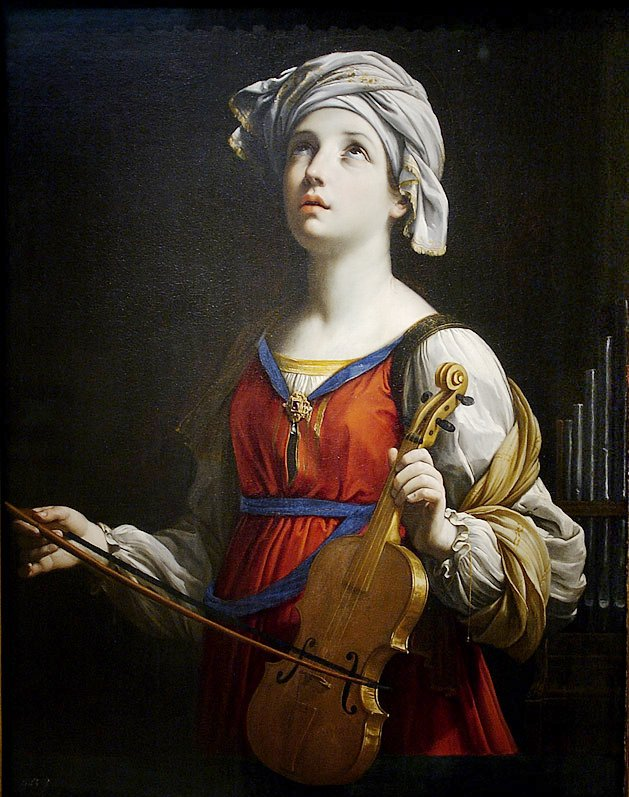
성녀 체칠리아

성녀 체칠리아(라틴어: Sancta Caecilia, ? - 230년?)는 로마 제국에서 순교한 가톨릭 성인 가운데 한 사람이다. 고대 라틴어로는 카이킬리아, 영어와 에스파냐어로는 세실리아, 이탈리아어 및 중세 라틴어로는 체칠리아, 독일어로는 트리아, 프랑스어로는 세실리. 중세 어원론에 따르면 그녀의 이름은 하늘(치엘로)과 백합(질리)과 관련하여 ‘천상의 백합’을 뜻한다. 그녀의 순교 연대는 분명치는 않으나, 아마 로마 황제 발레리아누스의 박해 기간 도중이었을 것으로 추측하고 있다. 로마 가톨릭교회와 성공회의 성인이다. 축일은 11월 22일. 흔히 비올라나 작은 오르간을 연주하는 모습으로 묘사되고 있다.

## 전승 및 행적
체칠리아는 로마 제국의 유서 깊은 명문 귀족 집안의 규수로서, 가톨릭이었던 부모의 영향을 받아 그녀 역시 어린 시절부터 독실한 그리스도인으로 자랐다고 한다. 그녀는 자신의 반대에도 불구하고 발레리아누스라는 청년과 결혼을 하였는데, 전설에 따르면 체칠리아는 자신의 결혼식 때에 마음 속으로 오직 하느님만을 찬양하는 노래를 부르며 그에게 동정 서약을 하는 기도에 완전히 몰입하였기 때문에 정작 결혼 음악과 환호 소리를 듣지 못했다고 한다.
체칠리아는 결혼식이 끝난 후 남편에게 가톨릭 신앙의 이유를 들어 자신이 종신 동정을 서원했다는 것을 밝히고 자신의 동정을 유지하게 해달라고 간청하였다. 그러면서 수호 천사가 자기를 보호해 주고 있음을 알려주었다. 이교도였던 발레리아누스는 체칠리아가 말한 수호 천사가 어떻게 생겼는지 보고 싶어 그녀에게 그 천사를 보여주면 그녀의 요청을 받아들이겠다고 하였다. 그러자 체칠리아는 그를 교황 우르바노 1세에게 보내어 가톨릭의 교리를 공부하게 하여 결국 자신의 동정 유지를 남편으로부터 결국 승인받음은 물론 한발 더 나아가 남편 또한 가톨릭으로 개종시켰다. 그러자 남편은 신기하게도 체칠리아의 수호 천사를 뚜렷하게 볼 수 있게 되었으며, 그 자리에서 발레리아누스는 천사로부터 장미관을, 체칠리아는 백합관을 받았다고 한다.
발레리아누스는 역시 가톨릭로 개종한 동생 티부르시우스와 함께 사치스러운 생활을 피하고, 재산을 팔아 빈민들을 위한 자선 활동에 전념하고 노예들을 해방시키면서 공공연히 전교 활동을 벌이다가 그들이 그리스도인이라는 사실을 듣게 된 행정관 알마치우스에 의해 체포되어 가톨릭 신앙을 버리고 이교 신전에 절을 하라는 강요을 받았으나 이를 끝내 거절하자 심한 매질을 당하였고, 결국 로마 근교의 파구스 트리피오에서 막시무스라는 또다른 그리스도인과 함께 참수당하였다.

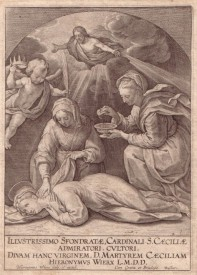
체칠리아의 순교

체칠리아 또한 이 3명의 순교자들을 장례지낸 뒤에 체포당하여 법정에 소환되었다. 그녀는 한 치의 흐트림도 없이 당당하게 자신의 가톨릭 신앙을 밝히고, 알마치우스의 갖은 위협과 감언이설에도 아랑곳 하지 않고 신앙을 지키기 위해서라면 목숨까지 버리겠노라고 표명하였다. 결국 그녀의 믿음을 도저히 꺾을 수 없다고 여긴 알마치우스는 그녀에게도 역시 사형을 언도하였다.
체칠리아에게는 뜨거운 열기가 나는 목욕탕에 갇혀 쪄 죽는 처형법이 적용되었다. 그리하여 체칠리아는 목욕탕에 들어가서 24시간이나 갇혀지냈다. 그녀가 죽었을 거라고 지레 짐작하고 병사들이 문을 열어보았는데 체칠리아는 죽기는커녕 멀쩡히 살아있었다. 이에 당황한 알마치우스는 이번에는 이전의 가톨릭 순교자들과 똑같이 참수형에 처하기로 다시 결정했다.
그러나 이번에도 역시 형리가 3번이나 그녀의 목을 친 뒤에도 3일 동안이나 모진 고통 속에서도 목숨이 붙어 있었다. 목숨이 붙어있는 동안 그녀는 오른쪽 손가락 3개와 왼손의 엄지손가락을 내보이며 자기는 가톨릭 신앙으로 삼위일체인 하느님을 믿고 그를 위해 죽는다는 것을 표시하여 자신의 굳센 믿음을 알렸으며, 교황에게 자신의 집을 교회로 개조할 것을 요청하였다. 그런 말을 남긴 후 3일이 지나 4일째 되는 날, 체칠리아는 순교하였다.
나중에 사람들이 그녀의 유해를 매장하였는데, 821년 교황 파스칼 1세가 그 무덤을 다시 열어 보니, 시신이 조금도 썩지 않고 살아 생전 그대로의 모습을 간직하고 있었으며 그 유명한 손가락 형태도 그대로였다고 한다. 이에 감복한 교황은 정중히 예식을 갖추어 그녀를 성녀로 인정하고 그녀에게 봉헌된 성 체칠리아 대성당의 지하 묘소에 안치하였다. 그리고 1599년에는 그녀의 묘 위에 이탈리아의 조각가 스테파노 마데르노(Stefano Maderno)가 대리석으로 성녀 체칠리아의 순교 시의 동상을 조각하였다.